# Epigoneion
Az epigoneion (ἐπιγόνειον) ókori pengetős hangszer. A Kr. u. 2. században élt Pollux a szimikion nevű 35 húros hangszerrel együtt említi, de attól eltérően 40 húrosnak írja le. A Kr. u. 3. századi Athénaiosz Jubára hivatkozva a hangszer nevét a Kr. e. 6. század második felében élt sziküóni Epigonoszra vezeti vissza, aki szerinte a hangszert pengető nélkül, az ujjaival szólaltatta meg, és bár Juba idejében már függőleges pszaltérionként használták, első használója nevét továbbra is megtartotta.
Feltételezések szerint az epigoneion a lapciterák családjába tartozhatott, vagyis egy széles, lapos hangdoboz fölött a hangszertetővel párhuzamosan kifeszített húrjai voltak. Az a kitétel, hogy a későbbiekben függőleges helyzetben használták, arra utal, hogy eredetileg vízszintesen, talán ülve a térdekre helyezve szólaltatták meg. Három későbbi római szarkofág domborművén felismerhetőek játék közben függőlegesen tartott, viszonylag kis méretű lapciterák, de csak 9–10 húrral. Elképzelhető, hogy az eredeti epigoneion nem zenei előadás céljára készült, hanem a hangsorok, hangközök tanulmányozására; a sok húrra azért volt szükség, hogy negyedhangonként hangolva őket mindenféle korabeli hangsor előállítható legyen rajtuk.